# یواس‌اس اواچیتا (۱۸۶۳)
یواس‌اس اواچیتا (۱۸۶۳) (به انگلیسی: USS Ouachita (1863)) یک کشتی بود که طول آن ۲۲۷ فوت ۶ اینچ (۶۹٫۳۴ متر) بود.